# Fascellina inornata
Fascellina inornata är en fjärilsart som beskrevs av W. Warren 1893. Fascellina inornata ingår i släktet Fascellina och familjen mätare. Inga underarter finns listade i Catalogue of Life.